# Burgazada
Burgazada, Burgaz Adası, o brevemente Burgaz (in greco Αντιγόνη?, Antigoni) è la terza più grande delle Isole dei Principi nel Mar di Marmara, vicino a Istanbul, in Turchia.
È ufficialmente una mahalle del distretto di Adalar a Istanbul. L'isola è costituita da un'unica collina larga 2 chilometri.

## Storia
Demetrio I di Macedonia, uno dei Diadochi (successori) di Alessandro Magno, costruì qui una fortezza (in greco la parola Pyrgos indica una fortezza o torre) e la chiamò con il nome di suo padre Antigono I Monoftalmo. L'isola prese questo nome, ma oggi è generalmente conosciuta dai turchi come "Burgaz",  corruzione di Pyrgos.
Nel 2003, Burgazada ha subito un terribile incendio boschivo che ha causato la perdita di quasi tutto il bosco.

## Popolazione
Storicamente, l'isola è stata abitata principalmente dalla minoranza greca, mentre nel XX secolo molti ebrei di Istanbul si sono stabiliti a Burgazada. All'inizio del XXI secolo, con la diminuzione delle popolazioni minoritarie in Turchia, la popolazione locale si è assimilata in composizione a quella di Istanbul in generale.

## Luoghi di interesse
Il sanatorio di Burgazada, fondato nel 1928, è uno dei più antichi del Paese.

## Nella cultura di massa
Burgazada è spesso utilizzata come ambientazione nei film e nelle serie, e è stata persino un soggetto importante per lo scrittore Sait Faik Abasıyanık, che ha anche risieduto lì. Oggi la sua residenza è conservata come museo.